# Oratemnus confusus
Oratemnus confusus är en spindeldjursart som beskrevs av E.N. Murthy och Taracad Narayanan Ananthakrishnan 1977. Oratemnus confusus ingår i släktet Oratemnus och familjen Atemnidae. Inga underarter finns listade i Catalogue of Life.